# Museo islamico dell'Australia
Il Museo islamico dell'Australia (IMA) è un museo comunitario a Thornbury, Melbourne, nello stato di Victoria in Australia. È nato come fondazione senza fini di lucro, fondata nel maggio 2010, con lo scopo di istituire il primo museo islamico in Australia. Ha lo scopo di mostrare il patrimonio artistico e i contributi storici dei musulmani in Australia e all'estero attraverso l'esposizione di opere d'arte e manufatti storici.

## Storia
Progettato da Desypher, uno studio di architettura con sede a Melbourne, il museo, costato 10 milioni di dollari, è stato aperto il 28 febbraio 2014 dal tesoriere australiano Joe Hockey. Ha condiviso una sovvenzione di 4 milioni di dollari dal programma di strutture multiculturali del governo di Vittoria. Il museo è stato fondato da Moustafa Fahour, che ne è direttore e Maysaa Fahour, con suo fratello Ahmed Fahour (CEO di Australia Post) e famiglia che hanno contribuito con 4 milioni di dollari.
Lo stile architettonico unico presenta una facciata in acciaio corten arrugginito che rappresenta l'entroterra australiano, avvolta da un cubo bianco coperto di piastrelle geometriche con calligrafia araba. 
L'IMA è il primo centro del suo genere in Australia a mostrare una vasta gamma di arti islamiche tra cui architettura, calligrafia, dipinti, vetro, ceramica e tessuti. Il museo mira anche a promuovere artisti islamici, emergenti e affermati, sia locali che internazionali. La Temoporary Gallery ha ospitato mostre come "Mush" dell'artista Khaled Sabsabi, vincitore del Premio Blake Sydney, e "Borderlands": tavole da surf di disegno islamico dipinte dall'artista di Sydney Phillip George. La galleria d'arte permanente contiene molte opere uniche, tra cui un ritratto, Archibald del 2011, di Waleed Aly. Lo sforzo di istituire questo Museo islamico, appositamente costruito, era orientato alla condivisione delle conquiste artistiche e storiche dei musulmani a livello internazionale, e in particolare in Australia. La galleria di storia musulmana australiana si concentra sulla storia di cammellieri afgani, pescatori di perle malesi, agricoltori albanesi e altri. Questo è stato documentato nel libro e documentario "Boundless Plains", prodotto dall'IMA sulla base di una spedizione del 2011 che ha portato alla luce storie musulmane uniche dall'entroterra australiano.
Il sito si trova su Merri Creek, vicino al confine tra Thornbury e Brunswick East, due dei sobborghi multiculturali ben consolidati di Melbourne.
Il "Modern Middle Eastern Cafe" del museo è gestito da Samira El-Khafir, finalista di Masterchef Australia 2013, che è la sorella di Fahour.
La mostra permanente del Museo islamico australiano è stata "altamente raccomandata" nel 2014 ai Premi MAGNA di Museums Australia, descritta come: "Un nuovo importante museo che collega sensibilmente l'eredità musulmana australiana con forti temi interpretativi". Yassir Morsi, del Centro internazionale per la comprensione musulmana e non musulmana presso l'Università dell'Australia meridionale, nella sua recensione elenca una serie di carenze affermando che il museo mostra "quanto siamo europei e quando colonizziamo la nostra storia islamica", sostenendo che l'unica grazia salvifica del museo è il grande dipinto ad olio di Waleed Aly.
Etihad Airways e Habtoor Leighton Group, con sede a Dubai, sono partner principali, mentre il marchio del museo è stato realizzato da Design 55, uno studio con sede a Dubai. La Gallery One del Jumeirah Beach Residence Dubai fornisce il negozio di articoli da regalo del museo che ha una grande influenza negli Emirati Arabi Uniti.
Il governo federale ha contribuito con 1,5 milioni di dollari all'IMA nel bilancio 2012-2013. Il Partito laburista australiano aveva promesso di contribuire con ulteriori $ 3 milioni durante la sua campagna elettorale infruttuosa nel 2013.
Nel febbraio 2015 il governo saudita ha contribuito con 1 milione di dollari. Nel marzo dello stesso anno il governo federale ha stanziato $ 500.000 e il governo statale ha promesso $ 450.000 per un programma di educazione artistica e culturale che sarà sviluppato dall'IMA.